# Kerstin Aronsson
Kerstin Helene Aronsson, född 12 april 1959, är en svensk bokförläggare. Hon är jurist inriktad på sjörätt. År 1988 bytte hon bransch och startade bokförlaget Xplorer. Tre år senare startade hon tillsammans med Annika Persson förlaget Anamma Böcker. Förlaget köptes 2000 upp av Alfabeta. Aronsson arbetade kvar på förlaget som redaktör men sade året därpå upp sig. År 2002 startade hon förlaget Kabusa böcker med ambitionen att utveckla till ett storförlag. Kabusa gick i konkurs 2018..
Kerstin Aronsson var en av grundarna av NOFF och initiativtagare till Förlagshuset i Göteborg. Hon är verksam som översättare, främst från danska, och tilldelades 2006 av Danskt-Svenskt Författarsällskap ett hedersdiplom "för anmärkningsvärda insatser för att sprida litteratur mellan Danmark och Sverige".

## Översättningar (urval)
- Richard Ford: Att pröva lyckan (The ultimate good luck) (Gedin, 1992)
- Christina Hesselholdt och Tine Modeweg-Hansen: Onde morbror snigelätare (Onde onkel snegleæder) (Kabusa böcker, 2003)
- Kirsten Hammann: Mettes värld (Fra smørhullet) (Kabusa böcker, 2006)